# Praia Brava

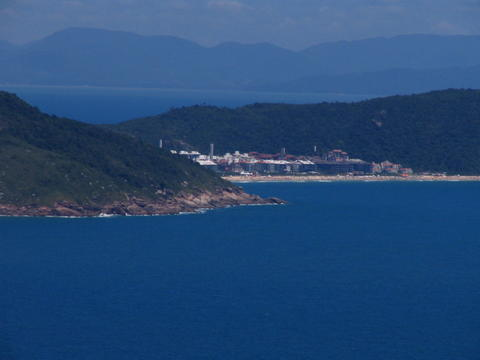
Praia Brava.

Praia Brava est une plage de la municipalité de Florianópolis, au Brésil. Elle se situe au nord de l'île de Santa Catarina. 
Sa situation à l'extrême nord de l'île lui permet de bénéficier d'une eau limpide. Elle offre également de bonnes conditions pour la pratique du surf et du bodyboard.